# Geelkernig schorsschijfje
Het geelkernig schorsschijfje (Eutypa flavovirens) is een schimmel behorend tot de familie Diatrypaceae. Hij leeft saprotroof op dode takken van loofhout.

## Kenmerken
Het endostroma is matig tot weinig ontwikkeld en zonder ventrale stromalijn, ofwel papil. Het hout tussen perithecia is geel gekleurd.

## Verspreiding
In Nederland komt het geelkernig schorsschijfje zeldzaam voor.